# London Oxford Airport
London Oxford Airport (engelska: Kidlington Airport) är en flygplats i Storbritannien.   Den ligger i grevskapet Oxfordshire och riksdelen England, i den södra delen av landet, 90 km väster om huvudstaden London. London Oxford Airport ligger 82 meter över havet.
Terrängen runt London Oxford Airport är platt. Runt London Oxford Airport är det mycket tätbefolkat, med 2 345 invånare per kvadratkilometer. Närmaste större samhälle är Oxford, 10,3 km söder om London Oxford Airport. Trakten runt London Oxford Airport består till största delen av jordbruksmark.